# Henk Grol
Hindrik (Henk) Harmannus Arnoldus Grol (Veendam, 14 april 1985) is een Nederlandse judoka, die in de loop van 2007 overstapte naar de klasse tot 100 kilogram, en na de spelen van Rio in 2016 overstapte naar de klasse boven 100 kilogram (+100 kg). Henk Grol behoort tot de beste judoka's van Nederland. Hij won tweemaal olympisch brons – in 2008 (Peking) en in 2012 (Londen) – en drie keer een zilveren medaille op het WK. Tevens is Grol drievoudig Europees Kampioen. Grol was actief op wedstrijdniveau tot en met 2021. In 2023 is hij opgenomen in de eregalerij van Haarlemse sporthelden.

## Jonge jaren
Henk Grol begon als vijfjarige met judo bij JV Veendam. Hij speelde in zijn jeugd ook voetbal. Op 12-jarige leeftijd ging Henk judoën bij Judo Groningen en behaalde landelijk successen bij de junioren. Hij maakt op 17-jarige leeftijd de overstap naar de KenAmJu in Haarlem; de judoschool van de bekende judocoach Cor van der Geest. Rijdt hij de eerste jaren een paar keer per week van Veendam naar Haarlem, in 2007 gaat hij in Haarlem wonen.

## Topsportjaren
In 2008 doet Grol voor het eerst mee aan Olympische Spelen in Peking en wint brons. Hij was met Elco van der Geest in een felle strijd verwikkeld om deelname aan die Spelen. Door een derde plaats tijdens de Europese kampioenschappen judo in Tbilisi op 27 januari 2008 passeerde hij Van der Geest op de Europese ranglijst. Na eerste plaatsen op wereldbekerwedstrijden in Wenen en Hamburg werd hij op 13 april 2008 in Lissabon Europees kampioen. Uiteindelijk plaatste hij zich voor de Olympische Spelen van Peking dat jaar. Daar behaalde hij de halve finale, waarin hij werd uitgeschakeld door de Kazach Zhitkeyev. Vervolgens won hij de wedstrijd om de bronzen medaille.
Op de Spelen van Londen behaalt hij ook een bronzen medaille. In de jaren die volgen haalt Grol meermaals het podium bij Europese en wereldkampioenschappen.
In 2016 volgen de Spelen van Rio de Janeiro. Hij wordt daar in de achtste finale uitgeschakeld. Grol geeft na de Spelen in Rio te kennen dat hij honderd procent zeker niet doorgaat tot Tokio. “De stress heeft me kapotgemaakt”, zegt Grol. Hij neemt een pauze van ruim een jaar, maar keert dan toch terug op de judomat.
Het WK 2017 in Boedapest moet Grol aan zich voorbij laten gaan vanwege een knieblessure. In april 2018 haalt hij brons bij het EK in Tel Aviv. Hij doet dan mee in een andere gewichtsklasse: de zwaargewichten (100+ kilo). Met +/- 113 kilo is hij een van de lichtere mannen in de klasse. Hij hoopt dankzij zijn snelheid en conditie te kunnen winnen. Op het WK in Bakoe datzelfde jaar wordt hij na twee ronden uitgeschakeld.
Voor de Spelen van Tokio was er slechts één ticket beschikbaar in zijn gewichtsklasse. Grol weet dat ticket te bemachtigen na verschillende internationale wedstrijden die als meetmoment dienen. Dit gaat ten koste van zijn rivaal Roy Meyer. Grol weet in 2020 (net als in 2011) onder andere het belangrijke Grand Slam toernooi van Parijs te winnen.
In Tokio gebeurt hetzelfde als bij de Spelen in Rio. Hij wordt in de achtste finale uitgeschakeld. De wedstrijd duurt maar 25 seconden. De Oezbeek Oltibojev gooit Grol op zijn rug en scoort Ippon. 
Een dag later komt Grol diezelfde Oltibojev tegen in de gemengde landenwedstrijd (een nieuw onderdeel op de Spelen). De rollen zijn omgedraaid en Grol scoort Ippon door Oltibojev op zijn rug te gooien. Het landenteam behaalt desondanks geen medaille. Voor Grol is deze laatste wedstrijd niet zo interessant. Hij ging voor individueel goud en dat is hem niet gelukt.

## Karakter
Grol staat er om bekend dat hij alles opzij heeft gezet voor het behalen van gouden medailles. Op wereldkampioenschappen en Olympische Spelen zou hem dat uiteindelijk nooit lukken. Hij oordeelde steeds hard over zichzelf als hij wedstrijden verloor.
Dagblad Trouw noteert tijdens de persdag van de judobond in aanloop naar de Olympische Spelen van Rio: "Jullie kennen het verhaal. Ik ga er nu geen kleur meer aan hangen, maar jullie weten wat de persoon Henk Grol wil. Ik weet wat ik gedaan heb en wat mijn kansen zijn geweest. Ik ben maar een gemiddeld talent uit Veendam, ik moet er keihard voor werken. Ik heb een obsessie om te winnen. Daar doe ik alles voor en daar heb ik de afgelopen vijftien jaar elke dag voor geleefd." En De Volkskrant schrijft in 2018: “Geen sporter kon zichzelf zo genadeloos veroordelen als Grol.”
De laatste jaren van zijn carrière paste hij zijn obsessieve trainingsschema aan.  Grol ziet achteraf dat hij te hard en te veel heeft getraind met bovengemiddeld veel blessures tot gevolg. Ook zijn overgang naar de categorie zwaargewichten maakte zijn leven wat makkelijker, omdat hij niet steeds meer op zijn gewicht hoefde te letten (zelfs moest aankomen).
In september 2023 kwam het boek Focus over de carrière van Grol uit. Het boek is geschreven door Mark van den Heuvel en gaat over de vraag: Hoe kon het gebeuren dat de beste judoka ter wereld nooit wereld- of olympisch kampioen is geworden?

## Privéleven
Grol woont in Haarlem en heeft een vriendin en een zoon. Hij is vijf keer tot sportman van Haarlem verkozen. Voor het laatst in 2019. 
In juni 2021 opent Grol samen met twee compagnons (die al vijf sportscholen hebben) een eigen sportschool in Velserbroek.
Grol nam deel aan het in 2022 uitgezonden realityprogramma Special Forces VIPS, waarbij hij probeerde een door commando's opgezet trainingsprogramma te doorlopen.

## Erelijst

### Olympische Spelen
- -100 kg 2008 Peking, China
- -100 kg 2012 Londen, Engeland

### Europese Spelen
- -100 kg 2015 Bakoe, Azerbeidzjan

### Wereldkampioenschappen
- -100 kg 2009 Rotterdam, Nederland
- -100 kg 2010 Tokio, Japan
- -100 kg 2013 Rio de Janeiro, Brazilië

### WK Junioren
- -90 kg, 2004 Boedapest, Hongarije

### Europese kampioenschappen
- -100 kg 2008 Lissabon, Portugal
- -100 kg 2009 Tbilisi, Georgië
- -100 kg 2010 Wenen, Oostenrijk
- -100 kg 2013 Boedapest, Hongarije
- -100 kg 2015 Bakoe, Azerbeidzjan
- -100 kg 2016 Kazan, Rusland
- +100 kg 2018 Tel-Aviv, Israël
- +100 kg 2019 Minsk, Wit-Rusland
- +100 kg 2021 Lissabon, Portugal

### World Masters
- -100 kg 2012 Almaty, Kazachstan
- -100 kg 2013 Tyumen, Rusland

### Grand Slam
- -100 kg 2011 Parijs, Frankrijk
- -100 kg 2013 Parijs, Frankrijk
- -100 kg 2014 Parijs, Frankrijk
- -100 kg 2014 Tokio, Japan
- +100 kg 2018 Jekaterinenburg, Rusland
- +100 kg 2018 Abu Dhabi, Verenigde Arabische Emiraten
- +100 kg 2018 Osaka, Japan
- +100 kg 2020 Parijs, Frankrijk

### Grand Prix
- -100 kg 2009 Hamburg, Duitsland
- -100 kg 2010 Rotterdam, Nederland
- -100 kg 2011 Bakoe, Azerbeidzjan
- -100 kg 2011 Abu Dhabi, Verenigde Arabische Emiraten
- -100 kg 2011 Amsterdam, Nederland
- -100 kg 2014 Boedapest, Hongarije
- -100 kg 2015 Düsseldorf, Duitsland